# Sư đoàn 9 Bộ binh Quân lực Việt Nam Cộng hòa
Sư đoàn 9 Bộ binh, là một trong 3 đơn vị chủ lực quân trực thuộc Quân đoàn IV và Quân khu 4 của Quân lực Việt Nam Cộng hòa có phạm vi hoạt động và trách nhiệm bảo an một số tỉnh trong Đồng bằng sông Cửu Long thuộc lãnh thổ phía tây miền Nam, Việt Nam Cộng hòa. 
- Bộ tư lệnh Sư đoàn đặt tại Thị xã Vĩnh Long, địa điểm này cũng là Hậu cứ của Sư đoàn.

## Lịch sử hình thành
Vào đầu thập niên 1960 tại miền Nam, Mặt trận Giải phóng miền Nam ra đời. Trên địa bàn Đồng bằng sông Tiền và sông Hậu, Quân Giải phóng thành lập Quân khu 2 và Quân khu 3, với phương thức tác chiến du kích là chủ yếu, tác chiến chủ lực đến cấp Tiểu đoàn.
Trước tình hình này, Tổng thống Ngô Đình Diệm quyết định tổ chức thêm một đơn vị chủ lực nữa để hỗ trợ và chia sẻ vùng hoạt động cùng với 2 Sư đoàn 7 và 21 tại miền Tây Nam phần thuộc Quân khu 4 Việt Nam Cộng hòa. Ngày 1 tháng 1 năm 1962, Sư đoàn 9 được thành lập tại Phú Thạnh, Bình Định do Đại tá Bùi Dzinh làm Tư lệnh đầu tiên.
Sau khi được tổ chức và huấn luyện, ngày 20 tháng 9 năm 1963, Sư đoàn di chuyển vào Nam, Bộ Tư lệnh đặt tại Sa Đéc. Vùng hoạt động của Sư đoàn là những tỉnh nằm sát biên giới Việt-Miên (vùng Kiên Giang, Châu Đốc...), khu vực đầu nguồn của sông Tiền, sông Hậu. Là địa bàn có địa hình hiểm trở và phức tạp, thuận lợi cho Quân đội Nhân dân Việt Nam thiết lập những căn cứ lớn tàng trữ lương thực, quân dụng và vũ khí từ Bắc chuyển vào cung cấp cho nhu cầu chiến trường xâm lăng miền Nam.
Trong cuộc Đảo chính 1963, Sư đoàn là một trong những đơn vị cuối cùng trung thành với Tổng thống Ngô Đình Diệm. Tuy nhiên, do hành động đoạt quyền chỉ huy của Đại tá Nguyễn Hữu Có tại Sư đoàn 7 và đem Sư đoàn này chốt chặn ở ngã ba Trung Lương và cho rút hết các chiếc phà Mỹ Thuận để ngăn chặn Sư đoàn 9 vượt sông Tiền, vì vậy Sư đoàn 9 không thể đưa quân về Sài Gòn cứu viện cho Tổng thống Diệm.
Tết Mậu Thân 1968 tại Sa Đéc, Quân Giải phóng tấn công Bộ Tư lệnh Sư đoàn vào lúc 9 giờ tối (đêm giao thừa), nhưng bị đơn vị Trinh sát của Sư đoàn phát hiện nên bị đánh bật ngay trong đêm. Tại Vĩnh Long, Trung đoàn 15 thuộc Sư đoàn 9 vẫn tiếp tục kháng cự cho đến khi đối phương rút lui. Đến ngày mùng 5 tết, Quân Giải phóng mở lại các cuộc tấn công để gây tiếng vang nhưng đều thất bại.
Năm 1970, Sư đoàn đã phối hợp với các đơn vị bạn thực hiện các cuộc hành quân vào biên giới Việt Nam-Campuchia đánh phá Trung ương Cục miền Nam của Mặt trận Giải phóng, gây nhiều thiệt hại cho đối phương.
Năm 1975, do đối phương tập trung đánh lớn ở các Quân khu khác, cũng như các đơn vị ở Quân khu 4. Sư đoàn không phải giao chiến lớn, tuy nhiên cũng bị đối phương cầm chân không thể chi viện cho các nơi. Sau khi Sài Gòn thất thủ, Sư đoàn cũng buông súng đầu hàng theo lệnh của Tổng thống Dương Văn Minh.

## Đơn vị trực thuộc và phối thuộc
| Stt | Đơn vị                       | Chú thích                                          | Stt | Đơn vị                        | Chú thích                                                                                            |
| --- | ---------------------------- | -------------------------------------------------- | --- | ----------------------------- | --- |
| 1   | Trung đoàn 14                | Bộ chỉ huy đặt tại Vĩnh Bình                       | 10  | Biệt đội Quân báo             | |
| 2   | Trung đoàn 15                | Hậu Cứ tại Đám Lác, Sa Đéc                         | 11  | Biệt đội Kỹ thuật             | |
| 3   | Trung đoàn 16                | Bộ chỉ huy đặt tại Long Hồ (Vĩnh Long)             | 12  | Biệt đội Tác chiến Điện tử    | |
| 4   | Đại đội Tổng hành dinh       |                                                    | 13  | Tiểu đoàn Quân y              | |
| 5   | Đại đội Trinh sát            | Dưới quyền điều động trực tiếp của Tư lệnh Sư đoàn | 14  | Tiểu đoàn Truyền tin          | |
| 6   | Đại đội Quân cảnh            |                                                    | 15  | Tiểu đoàn Tiếp vận            | |
| 7   | Đại đội Công vụ              |                                                    | 16  | Tiểu đoàn Công binh chiến đấu | |
| 8   | Đại đội Quân vận (Quân xa)   |                                                    | 17  | Trung đoàn Pháo binh          | Các Tiểu đoàn: 90 (155 ly), 91, 92, 93 (105 ly). Phối thuộc và dưới sự điều động của Tư lệnh Sư đoàn |
| 9   | Đại đội Hành chính Tài chính |                                                    | 18  | Thiết đoàn 2                  | Thuộc "Lữ đoàn 4 Kỵ binh". Phối thuộc và dưới sự điều động của Tư lệnh Sư đoàn                       |

## Bộ Tư lệnh Sư đoàn và Chỉ huy Trung đoàn
| Stt | Họ và Tên                             | Cấp bậc     | Chức vụ               | Chú thích |
| --- | ------------------------------------- | ----------- | --------------------- | --------- |
| 1   | Huỳnh Văn Lạc Võ khoa Thủ Đức K3      | Chuẩn tướng | Tư lệnh               |           |
| 2   | Phạm Văn Ven Võ khoa Thủ Đức K1       | Đại tá      | Tham mưu trưởng       |           |
| 3   | Lê Văn Năm Võ bị Đà Lạt K8            | Đại tá      | Chỉ huy Trung đoàn 14 |           |
| 4   | Nguyễn Xuân Vinh Hiện dịch Đồng Đế K2 | Đại tá      | Chỉ huy Trung đoàn 15 |           |
| 5   | Trần Xuân Hải                         | Trung tá    | Chỉ huy Trung đoàn 16 |           |

## Trung đoàn Pháo binh
- Đơn vị phối thuộc

| Stt | Họ và Tên                                    | Cấp bậc  | Chức vụ                    | Đơn vị                | Chú thích |
| --- | -------------------------------------------- | -------- | -------------------------- | --------------------- | --------- |
| 1   | Võ Văn Sáng Đặng Hữu Thảo Võ khoa Thủ Đức K5 | Trung tá | Chỉ huy trưởng Chỉ huy phó | Bộ Chỉ huy Trung đoàn |           |
| 2   | Nhan Trùng Lâm                               | Trung tá | Tiểu đoàn trưởng           | Tiểu đoàn 91          |           |
| 3   | Nguyễn An Khương                             | Thiếu tá | Tiểu đoàn trưởng           | Tiểu đoàn 90          |           |
| 4   | Nguyễn Văn Nhung                             | Thiếu tá | Tiểu đoàn trưởng           | Tiểu đoàn 92          |           |
| 5   | Trần Văn Lúa                                 | Thiếu tá | Tiểu đoàn trưởng           | Tiểu đoàn 93          |           |

## Tư lệnh Sư đoàn qua các thời kỳ
| Stt | Họ tên                                   | Cấp bậc                                           | Tại chức          | Chú thích                                                                      |
| --- | ---------------------------------------- | ------------------------------------------------- | ----------------- | ------------------------------------------------------------------------------ |
| 1   | Bùi Dzinh Võ bị Đà Lạt K3                | Đại tá                                            | 1/1962-11/1963    | Giải ngũ cùng cấp sau đảo chính 1 tháng 11 năm 1963                            |
| 2   | Đoàn Văn Quảng Võ bị Lục quân Pháp       | Trung tá Đại tá (11/1963)                         | 11/1963-2/1964    | Sau cùng là Thiếu tướng Tham mưu phó Bộ Tổng tham mưu                          |
| 3   | Nguyễn Phúc Vĩnh Lộc Võ bị Lục quân Pháp | Đại tá Chuẩn tướng (8/1964)                       | 2/1964-5/1965     | Sau cùng là Trung tướng Tổng tham mưu trưởng 1 ngày (29/4/1975)                |
| 4   | Lâm Quang Thi Võ bị Đà Lạt K3            | Đại tá Chuẩn tướng (2/1966) Thiếu tướng (6/1968)  | 5/1965-7/1968     | Sau cùng là Trung tướng Tư lệnh phó Quân đoàn I                                |
| 5   | Trần Bá Di Võ bị Đà Lạt K5               | Đại tá Chuẩn tướng (4/1970) Thiếu tướng (11/1972) | 7/1968-10/1973    | Sau cùng, Thiếu tướng Chỉ huy trưởng Trung tâm Huấn luyện Quốc gia Quang Trung |
| 6   | Huỳnh Văn Lạc                            | Chuẩn tướng                                       | 10/1973-30/4/1975 | Tư lệnh sau cùng                                                               |

## Liên kết
- Website của Sư đoàn 9
- Các đơn vị QLVNCH Lưu trữ ngày 27 tháng 1 năm 2013 tại Wayback Machine